# Samba-purana
El Samba-purana es uno de los Upapurana (Puranas menores) de la literatura de la India.

## Etimología
- sāmbapurāṇá, en el sistema AITS (alfabeto internacional para la transliteración del sánscrito).
- साम्बपुराण, en escritura devanagari del sánscrito.
- Pronunciación: /sámba puraná/.[1]
- Etimología: ‘la leyenda de Samba’, siendo Samba el hijo del rey-dios Krisná, y purāṇa: ‘[relato] antiguo’.[1]

## Capítulos
La versión del texto que se encuentra en las ediciones impresas actuales tiene 84 capítulos. Los capítulos 53-68 de este texto se subdividen en 15 patalas.

## Contenido
Este upapurana es de tipo Saura (dedicado a Suria, el dios del Sol).
Consta de una serie de relatos que tratan sobre
la creación,
detalles del sistema solar,
los eclipses,
la geografía mítica de la Tierra (con siete continentes concéntricos alrededor de la India, etc.),
la descripción del dios Suria y sus asistentes,
la construcción de las imágenes de esas deidades,
algunos detalles del yoga,
usos y costumbres,
los rituales,
disertaciones sobre mantras y
dana (regalo a los sacerdotes brahmanes).
Los capítulos finales del Samba-purana fueron influidos por doctrinas tántricas.

## Leyendas
Después del inicio habitual en el capítulo 1, el texto consiste en la narración de la infección de lepra que tuvo que sufrir Samba, uno de los miles de hijos de Krisná, después de haber sido maldecido por su padre debido a haber tenido relaciones sexuales con las 16 108 esposas de Krisná (entre ellas su propia madre Yamba Vati), que ―según la cultura hinduista―, se consideran todas madres de Samba.
El sabio volador Nárada (que fue el causante del incesto por emborrachar a las madres y a Samba) aconsejó a Samba a curarse mediante el culto a Suria (el dios del Sol). Samba construyó un templo en Mitravana, a orillas del río Chandrabhaga.
Toda la narración se presenta como una conversación entre el rey Brijad Bala (del clan Iksuakú) y el sabio Vásista.
Los capítulos 26-27 de este texto narran la historia de cómo Samba ―por consejo del sabio Viasa― hizo traer dieciocho magos brahmanes desde el continente Shaka Duipa y los designó como sacerdotes del templo de Suria en Mitravana.